# Supinación
La supinación es la acción o movimiento por el cual el cuerpo humano o alguna de sus partes es colocada en posición de supino (decúbito supino). Así, la «supinación de la palma de la mano» implica el movimiento del antebrazo y mano para que la palma quede mirando arriba.
Un cuerpo en clinoposición, recostado sobre la espalda y boca arriba, está en decúbito supino. Si la mano está con la palma mirando arriba, está en posición de supino, pero si mira hacia abajo está en prono. Si el cuerpo está tumbado boca abajo, está en decúbito prono. Si está acostado sobre un lado del cuerpo, en decúbito lateral.